# Erin Densham
Erin Densham (Camden, 3 de maio de 1985) é uma triatleta profissional australiana. 

## Carreira
Ela foi medalhista olímpica de bronze em Londres 2012.